# Borisław Abadżiew
Borisław Abadżiew (bułg. Борислав Абаджиев, ur. 14 października 1963 w Widyniu) – bułgarski bokser, amatorski mistrz i wicemistrz Europy.
Zdobył brązowy medal w wadze półśredniej (do 67 kg) na mistrzostwach Europy w 1985 w Budapeszcie po wygraniu dwóch walk (w tym z Torstenem Schmitzem z NRD) i po porażce w półfinale z Israelem Akopkochianem z ZSRR.
Na mistrzostwach świata w 1986 w Reno zdobył brązowy medal w wadze lekkopółśredniej (do 63,5 kg) po wygraniu trzech walk (w tym z Dariuszem Czernijem) i przegranej w półfinale z Howardem Grantem z USA.
Zwyciężył w wadze lekkopółśredniej na mistrzostwach Europy w 1987 w Turynie po pokonaniu w finale Wiaczesława Janowskiego z ZSRR. Na igrzyskach olimpijskich w 1988 w Seulu przegrał pierwszą walkę w tej wadze z Vukašinem Dobrašinoviciem z Jugosławii.
Zdobył srebrny medal w wadze półśredniej na mistrzostwach Europy w 1989 w Atenach po przegranej w finale z Siegfriedem Mehnertem z NRD. Na mistrzostwach Europy w 1991 w Göteborgu odpadł w ćwierćfinale tej kategorii.
W 1991 przeszedł na zawodowstwo, ale nie odniósł znaczących sukcesów. walczył w wadze średniej. Stoczył 17 walk, z których 10 wygrał, 5 przegrał i 2 zremisował. Zakończył karierę w 1997.